# Димитър Аянов
Димитър (Димо) Иванов Аянов е български офицер и революционер, деец на Вътрешната македоно-одринска революционна организация, войвода на чета на Македоно-одринското опълчение.

## Биография
Аянов е роден в лозенградкото село Дерекьой във видното революционно семейство Аяновци - поп Стойчо Аянов е виден духовник и революционер, а Георги Попаянов е деец на ВМОРО. Двамата му вуйчовци Георги и Атанас в 1875 година са затворени в Одрин. Учи в родното си село, Малко Търново и Лозенград. Завършва Одринската гимназия на 24 юни 1900 г. Учителства в Гьоктепе и Урумкьой. Става член на ВМОРО и поддържа връзки с Георги Кондолов, Яни Попов и Димитър Ташев. Охранява конгреса на Петрова нива. Участва в Илинденско-Преображенското въстание като отдельонен командир на четата на Лазо Лазов. С братовчед си Георги Хаджиатанасов от Дерекьой и 15 четници разрушават телеграфната станция в Дерекьой. След края на въстанието охранява изтеглянето на бежанците към България.
На 30 януари 1907 година завършва Школата за запасни офицери в Княжево и е произведен в чин подпоручик, по-късно записва право в Софийския университет.
Служи в Българската армия като подпоручик в 24-ти пехотен черноморски полк. При избухването на Балканската война в 1912 година е доброволец в Македоно-одринското опълчение и оглавява първа рота (чета) на Лозенградската партизанска дружина, начело с Михаил Герджиков, която действа в Малкотърновско и Лозенградско. Отрядът му блокира турски части и биваци. Отличава се като ротен командир в Боя при Шаркьой.
| Първа рота на Лозенградската партизанска дружина на МОО с командир Димитър Аянов | Първа рота на Лозенградската партизанска дружина на МОО с командир Димитър Аянов | Първа рота на Лозенградската партизанска дружина на МОО с командир Димитър Аянов | Първа рота на Лозенградската партизанска дружина на МОО с командир Димитър Аянов | Първа рота на Лозенградската партизанска дружина на МОО с командир Димитър Аянов | Първа рота на Лозенградската партизанска дружина на МОО с командир Димитър Аянов |
| Номер                                                                            | Име                                                                              | Години                                                                           | Околия                                                                           | Селище                                                                           | Бележки                                                                          |
| -------------------------------------------------------------------------------- | -------------------------------------------------------------------------------- | -------------------------------------------------------------------------------- | -------------------------------------------------------------------------------- | -------------------------------------------------------------------------------- | -------------------------------------------------------------------------------- |
|                                                                                  | Ангел Михалев                                                                    | 26                                                                               | Малгарско                                                                        | Харлагюн                                                                         |                                                                                  |
|                                                                                  | Васил Николов Андонакев                                                          | 25                                                                               | Бунархисарско                                                                    | Дерекьой                                                                         |                                                                                  |
|                                                                                  | Георги Попаянов                                                                  | 31                                                                               | Бунархисарско                                                                    | Дерекьой                                                                         | сребърен медал „За заслуга“                                                      |
|                                                                                  | Георги Стоянов                                                                   | 35                                                                               | Лозенградско                                                                     | Ериклери                                                                         |                                                                                  |
|                                                                                  | Димитър Арнаудов                                                                 | 28                                                                               | Малкотърновско                                                                   | Малко Търново                                                                    | орден „За храброст“ ІV степен                                                    |
|                                                                                  | Димитър Янев                                                                     | 29                                                                               | Бабаескийско                                                                     | Енимахале                                                                        |                                                                                  |
|                                                                                  | Йордан Ангелов                                                                   | 29                                                                               | Кривопаланско                                                                    | Крива паланка                                                                    |                                                                                  |
|                                                                                  | Костадин Василев                                                                 | 47                                                                               | Костурско                                                                        | Загоричани                                                                       |                                                                                  |
|                                                                                  | Никола Георгиев Саров                                                            | 28                                                                               | Лозенградско                                                                     | Пирок                                                                            | сребърен медал „За заслуга“ степен                                               |
|                                                                                  | Петко Георгиев Аянов                                                             | 48                                                                               | Бунархисарско                                                                    | Дерекьой                                                                         | орден „За храброст“ ІV степен                                                    |
|                                                                                  | Петко Хулев Ангелов                                                              | 33                                                                               | Малкотърновско                                                                   | Визица                                                                           | бронзов медал „За заслуга“                                                       |
|                                                                                  | Порчо П. Ангелов                                                                 |                                                                                  | Солунско                                                                         | Зарово                                                                           | убит на 26 ноември 1912 година                                                   |
|                                                                                  | Стою Михалев (Милков) Ангелов                                                    |                                                                                  | Софлийско                                                                        | Голям Дервент                                                                    | убит при Дерекьой на 9 октомври 1913 година                                      |

След войната учи в Швейцария. Участва в Първата световна война като капитан, командир на 8-а рота на 64-ти пехотен полк на 11-а дивизия. Поради стара рана получена при Чаталджа през Балканската война е освободен от военна служба. След войната се установява в Бургас. Умира на 12 май 1952 година в Бургас.

## Семейство
Димитър Аянов е баща на Христо Аянов (р. 17 ноември 1921 г.) – подпоручик (30 януари 1943, 62-ри випуск) от българската армия, участник във Втората световна война (1941 – 1945), служил в 57-и пехотен драмски (1943), 9-и пехотен пловдивски (1944) и 21-ви пехотен средногорски полк (1945).

## Военни звания
- Подпоручик (30 януари 1907)
- Поручик (14 юли 1913)
- Капитан (22 септември 1917)